# Họ protein

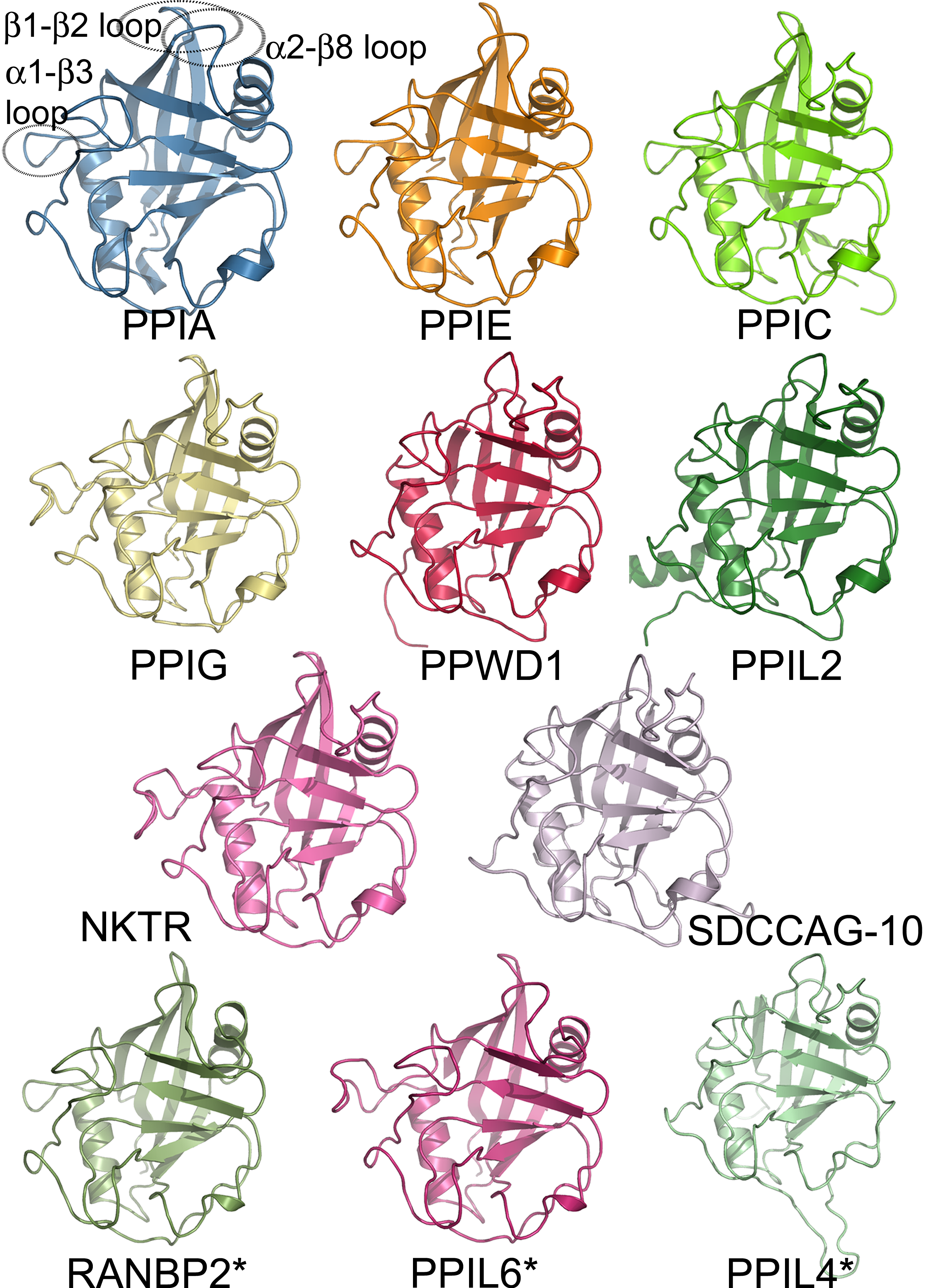
Họ protein cyclophilin ở người, ở đây cho thấy miền isomerase của một số thành viên thuộc họ này.

Họ protein hay protein family là một nhóm các protein liên quan với nhau về mặt tiến hóa. Trong nhiều trường hợp, một họ protein có một họ gen tương ứng, trong đó mỗi gen mã hóa một protein tương ứng với mối quan hệ 1:1. Chúng ta không nên nhầm lẫn họ protein với họ được sử dụng trong phân loại các loài.
Protein trong một họ xuất phát từ một tổ tiên chung (xem tương đồng sinh học) và thường có cấu trúc ba chiều cũng như chức năng tương tự nhau, và trình tự cũng giống nhau đáng kể. Điều quan trọng nhất trong số này là sự giống nhau về trình tự (thường là trình tự của các amino acid) vì đây là chỉ số nghiêm ngặt nhất của tương đồng sinh học và do đó chỉ ra bằng chứng rõ ràng nhất về tổ tiên chung. Có một khuôn khổ khá phát triển để đánh giá tầm quan trọng của sự giống nhau giữa một nhóm các trình tự bằng cách sử dụng các phương pháp bắt cặp trình tự. Protein không có cùng một tổ tiên chung rất khó thể hiện sự tương đồng về trình tự có ý nghĩa thống kê, điều này khiến bắt cặp trình tự là một công cụ mạnh mẽ để xác định các thành viên của một họ protein.
Các họ protein đôi khi được nhóm lại với nhau thành những tập hợp lớn hơn được gọi là siêu họ (superfamily) dựa trên sự tương đồng về cấu trúc và cơ chế, ngay cả khi không có sự tương đồng về trình tự có thể nhận dạng được.
Hiện nay, đã có hơn 60.000 họ protein đã được xác định, mặc dù sự mơ hồ trong định nghĩa của họ protein dẫn tới các nhà nghiên cứu khác nhau đưa ra các con số khác nhau và cách biệt nhau vô cùng lớn.